# Фойхт
Фойхт (нім. Feucht) — громада в Німеччині, розташована в землі Баварія. Підпорядковується адміністративному округу Середня Франконія. Входить до складу району Нюрнбергер-Ланд.
Площа — 9,59 км2. Населення становить 14 003 ос. (станом на 31 грудня 2020).
Громада підрозділяється на 5 сільських районів.

## Культура і пам'ятки
У місті проходять концерти, театральні вистави та спеціальні вистави для дітей та молоді, в тому числі роботи місцевих художників і місцеві клуби.
Відкрито для всіх зацікавлених осіб архіви з хроніками робочих груп, в тому числі їх старі фотографії, свідчення очевидців, звіти і т.п., показуючи таким чином історію того часу новим громадянам та іншим зацікавленим особам. Це особливо цікаво молодому поколінню, яке хоче дізнатися більше про історію Фойхта.

## Галерея

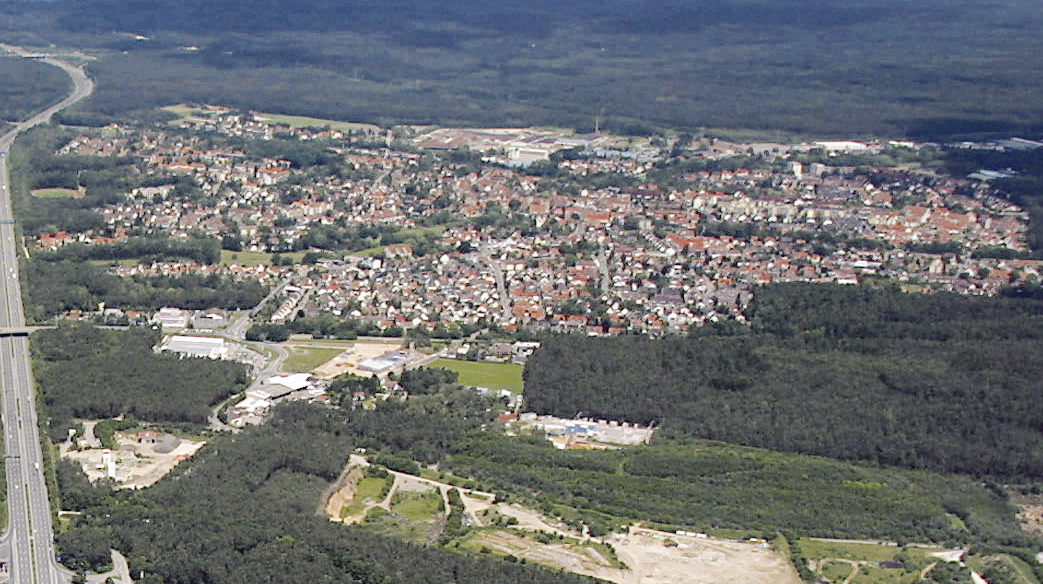
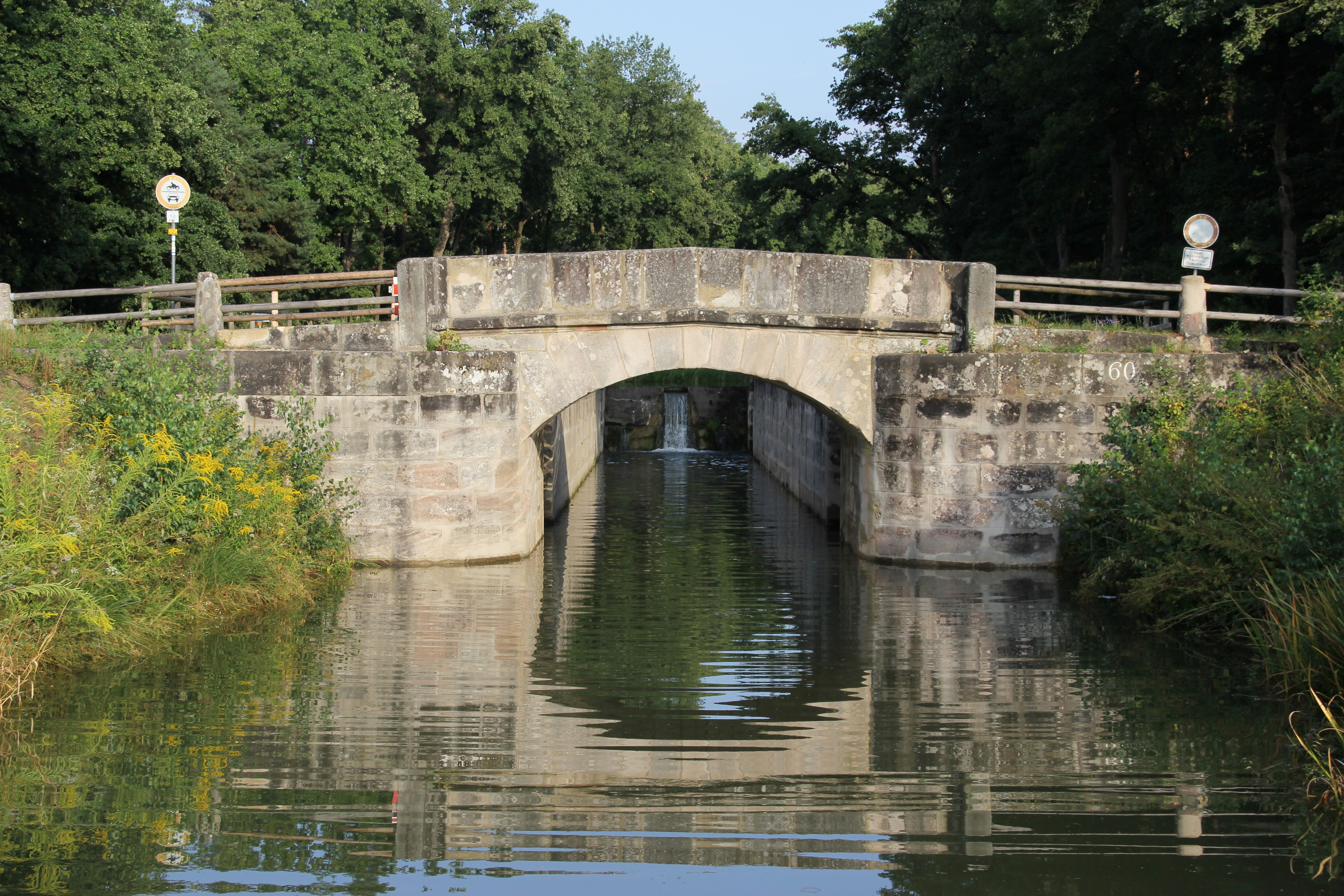
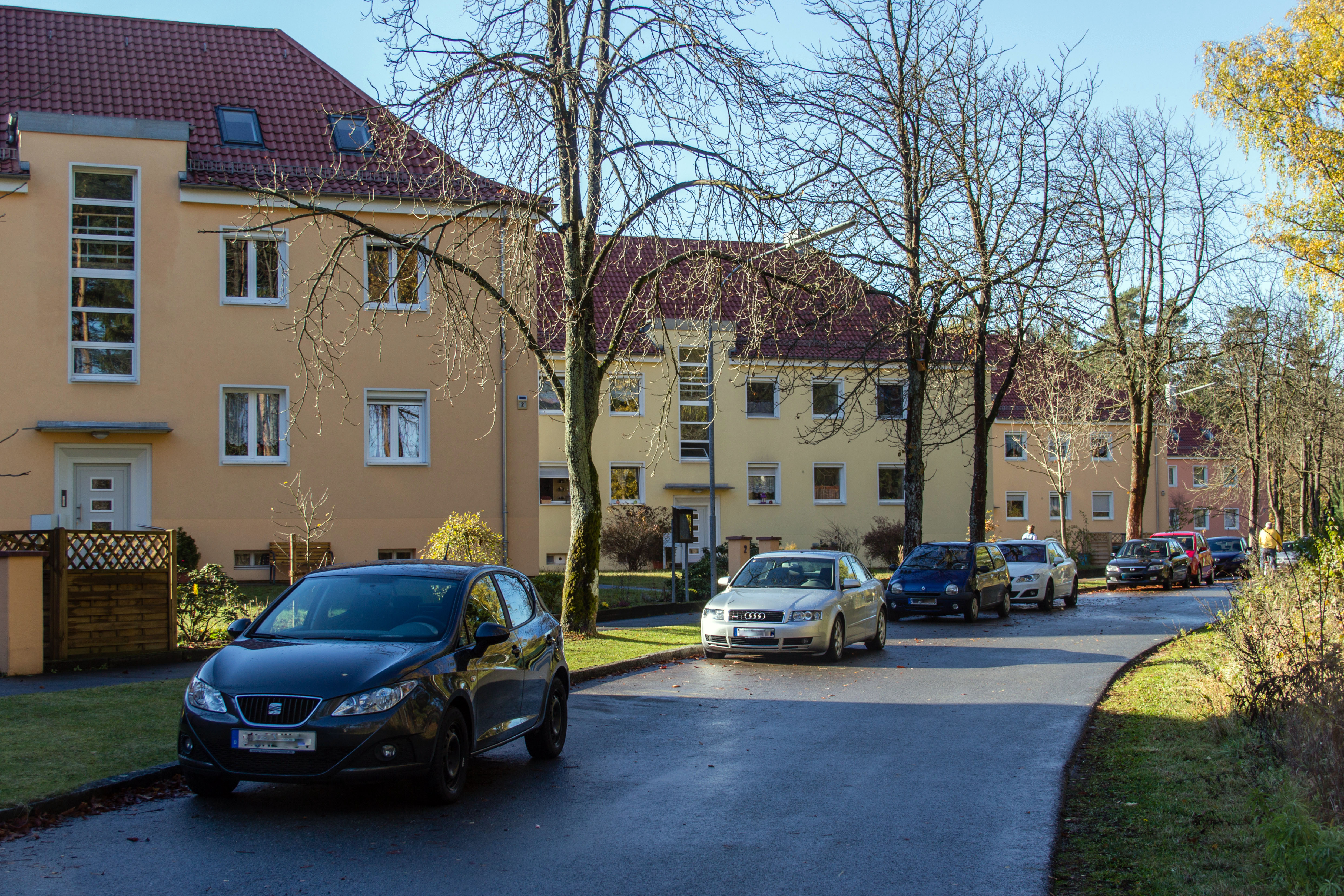
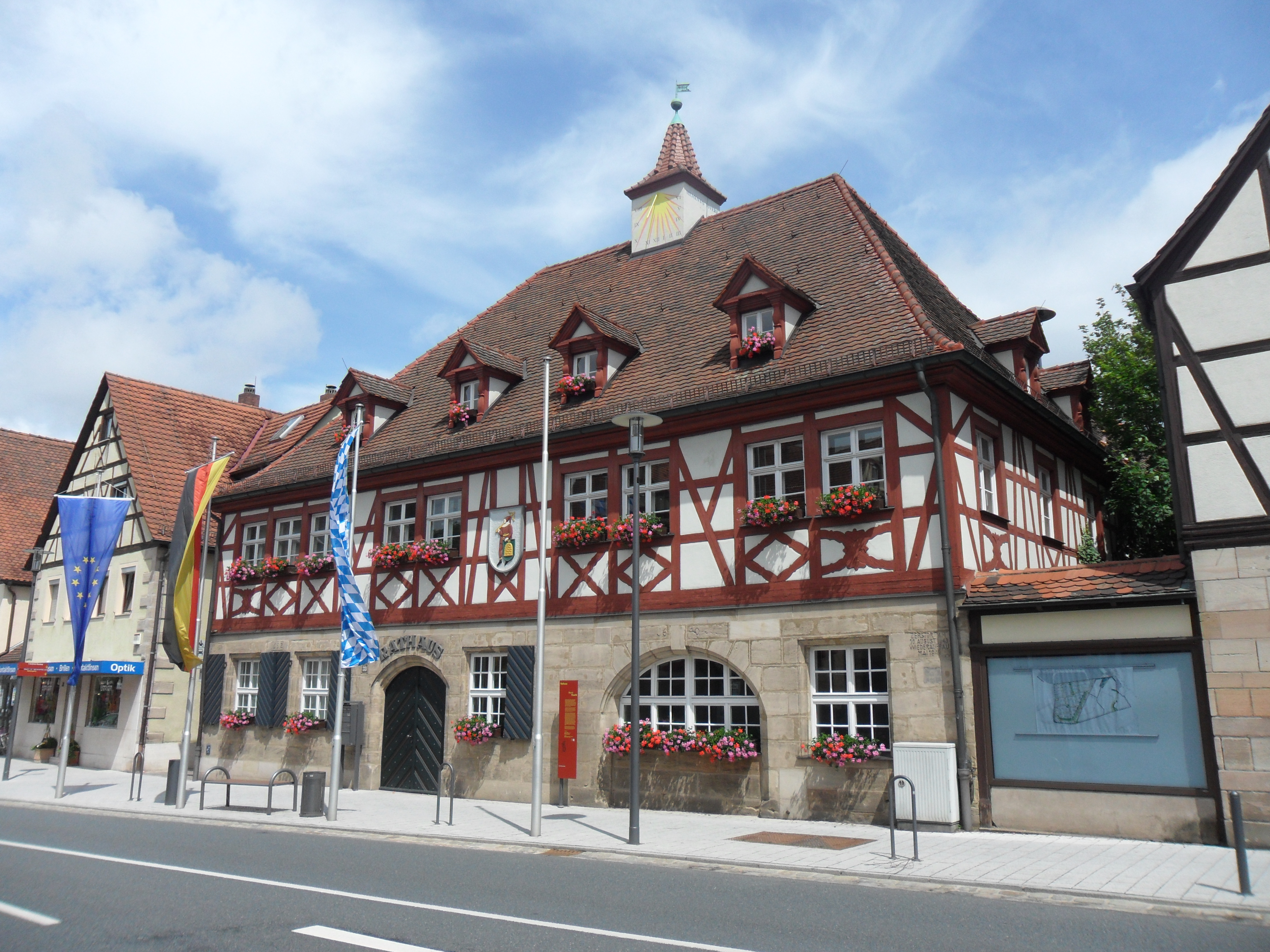
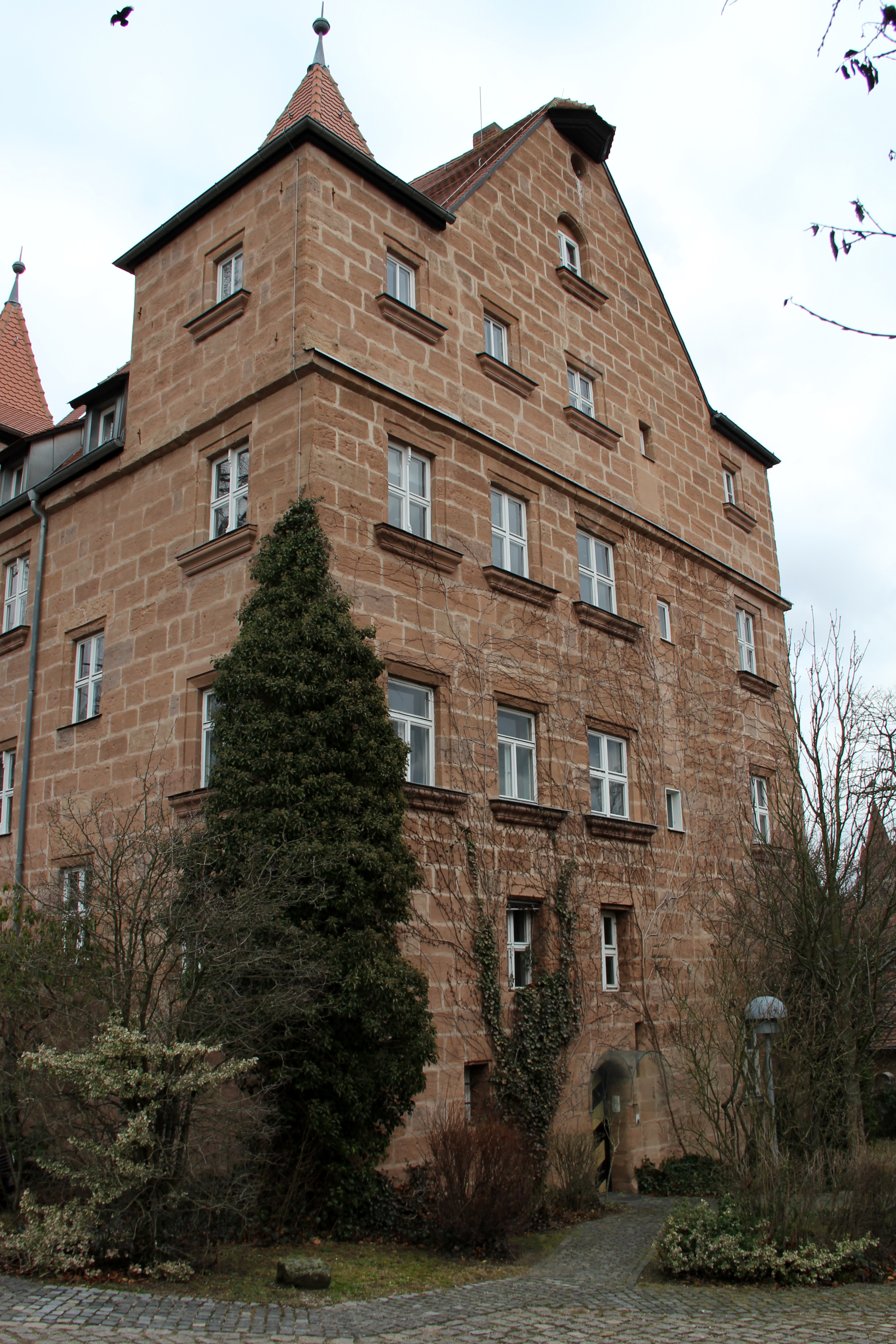
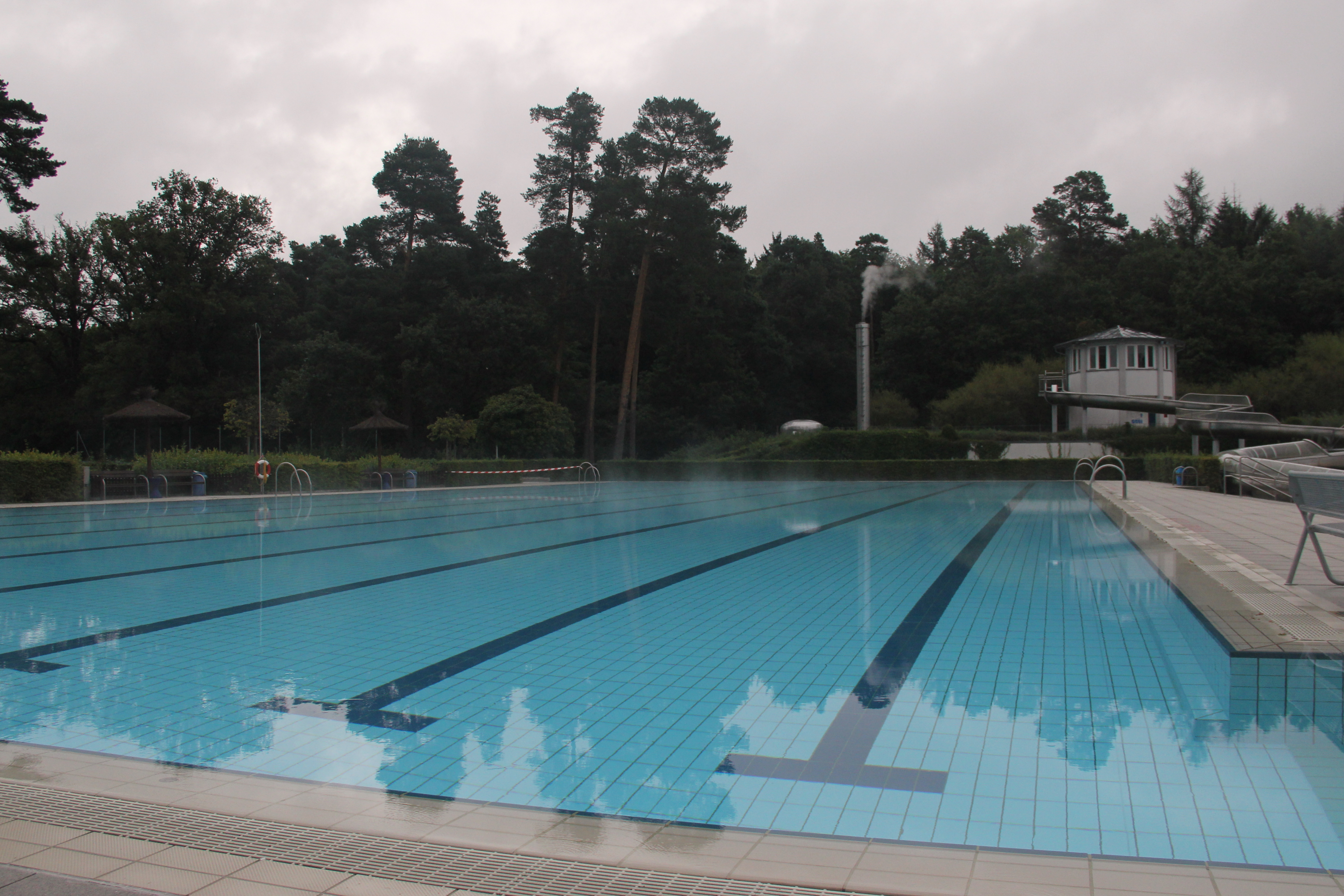